# Quercus intricata
Quercus intricata — вид рослин з родини букових (Fagaceae); поширений на півдні Техасу й у Мексиці. Етимологія: лат. intrico — «заплутаний».

## Опис
Це клональний вічнозелений чагарник заввишки 0.5–2 м. Гілки заплутані; утворюються гущавини. Кора сіра, луската, шорстка. Гілочки стрункі, жовтувато-сіро-запушені, стають темно-коричневими. Листки еліптичні, овально-еліптичні або еліптично-довгасті, дуже товсті, шкірясті, шорсткі, іноді опуклі, 1–5 × 0.5–3 см; основа округла; верхівка мінлива; край трохи хвилястий, сильно загнутий, цілий або з 1–3 парами коротких неправильних зубів; верх блискучий сіро-зелений, голий або з волосками переважно вздовж жил; низ жовтувато-сіро- або сріблясто-вовнистий, іноді стає голим; ніжка запушена, 2–5 мм. Чоловічі сережки завдовжки 2–3 см, з численними квітками; жіночі сережки 3–10 см, з 1–5 квітками. Жолуді однорічні, поодинокі або парні, на ніжці до 15 мм; горіх світло-коричневий, яйцюватий, 9–12 × 8–10 мм; чашечка глибиною 7–8 мм × шириною ≈ 10 мм.
Період цвітіння: весна. Період плодоношення: вересень — грудень.

## Поширення й екологія
Поширений на півдні Техасу — США й у Мексиці (Сакатекас, Нуево-Леон, Дуранго, Коауїла, Чіуауа, Оахака).
Зростає у відкритих чапаральних і дубово-соснових рідколіссях, на сухих, скелястих, вапнякових схилах, а в Мексиці — на гіпсофільних ґрунтах; росте на висотах 1500–2500 м. Q. intricata відновлюється та отримує користь від вогневих процедур.

## Використання
Q. intricata — кореневищний чагарник і тому може використовуватися для стабілізації ерозії.

## Загрози
Q. intricata вразливий до деградації дубових лісів північної Мексики. Загрозою є землекористування: надмірний випас худоби, відведення води, «видобуток» водоносного шару.